# Wedrytsch-97 Retschyza
Der FK Wedrytsch-97 Retschyza (belarussisch ФК Ведрыч-97 Рэчыца, russisch ФК Ведрич-97 Речица / FK Wedritsch-97 Retschiza) ist ein Fußballverein aus der belarussischen Stadt Retschyza. Er spielt aktuell in der Perschaja Liha, der zweithöchsten Spielklasse in Belarus.

## Geschichte
Der Verein wurde 1952 als Dnjaprowez Retschyza gegründet. 1962 änderte er seinen Namen in Dnjapro Retschyza, 1977 in Naftawik Retschyza und 1980 in Sputnik Retschyza.
Nach der Unabhängigkeit von Belarus war er als Wedrytsch Retschyza Gründungsmitglied der höchsten Spielklasse des Landes, der Wyschejschaja Liha. Er gehörte der Liga als einziger Aufsteiger an, nachdem er zuvor in der zweithöchsten regionalen Spielklasse von Belarus innerhalb der Sowjetunion gespielt hatte. In der Gründungssaison 1992 der höchsten Liga erreichte Wedrytsch mit dem 8. Platz sein bestes Ergebnis. In den Folgespielzeiten kam die Mannschaft nicht mehr über den 12. Platz hinaus und musste schließlich 1996 als 16. absteigen.
Nach dem Abstieg erfolgte 1997 eine Neugründung des Vereins als FK Wedrytsch-97 Retschyza. Nach drei Jahren in der zweitklassigen Pershaya Liha gelang als Zweiter der Wiederaufstieg in die höchste Spielklasse, wo sich die Mannschaft jedoch nur zwei Jahre halten konnte. Seit der Saison 2002 spielt Wedrytsch-97 Retschyza ununterbrochen zweitklassig.
Im Belarussischen Pokal erreichte die Mannschaft 1993 das Endspiel, welches sie mit 1:2 gegen Njoman Hrodna verlor. 2001 stand Wedrytsch-97 ein weiteres Mal im Halbfinale des Pokals, wo man gegen den späteren Pokalsieger Belschyna Babrujsk nach zwei Unentschieden (0:0 zu Hause und 1:1 auswärts) aufgrund der Auswärtstorregel ausschied.

## Erfolge
- Teilnahme an der Wyschejschaja Liha: 1992–1996, 2000–2001 (8 Spielzeiten[2])
- Belarussischer Pokalfinalist: 1993